# Wurzelberg
Der Wurzelberg ist die zweithöchste Erhebung des Wurzelbergmassives im Thüringer Schiefergebirge im äußersten Norden des Landkreises Sonneberg, nördlich von Scheibe-Alsbach und östlich von Goldisthal, für das er namensgebend ist. Der Wurzelberg bildet einen Sattel zwischen den Gipfeln Großer Farmdenkopf, der höchsten Erhebung des Thüringer Schiefergebirges, und dem nordöstlichen Gipfel, der Jagdschirm. Obwohl dieser Berggrat unauffälliger wirkt, erreicht er an seiner höchsten Stelle selbst eine Höhe von 842,8 m ü. NN, höher als der auffälligere Jagdschirm.

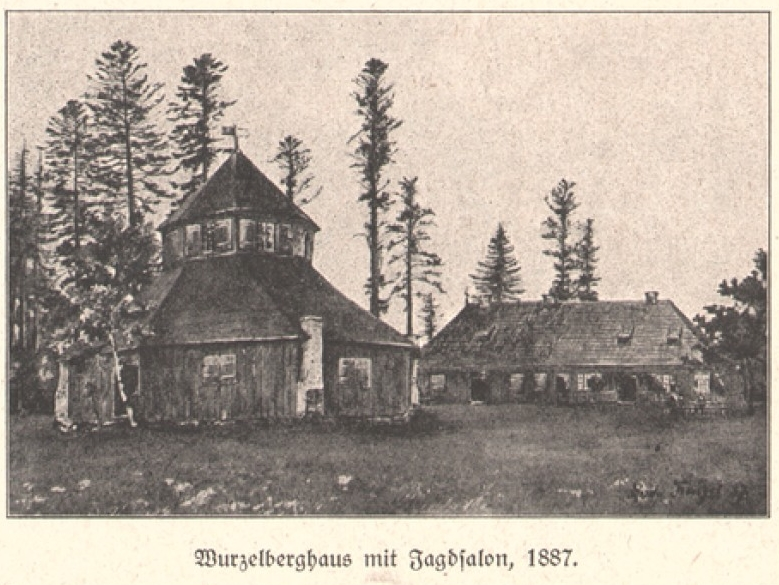
Der 1740 erbaute achteckige Jagdsalon war vollständig aus Holz und überdauerte in der extremen Witterung bis Ende der 1890er Jahre.

Aus dem Massiv erstrecken sich in das Tal der Schwarza, nach Scheibe-Alsbach, Goldisthal und Katzhütte hinein weitere Ausläufer, im Westen des Hauptgipfels der Rotseifenberg (837 m) dritthöchster Gipfel des Massivs, der Pechseifenberg (794 m) und der Rapisseifenkopf (761 m) nahe Goldisthal und im Osten, durch das Jungfraubachtal vom Wurzelberg getrennt, der Löschleitenberg (801 m), der sich nach Süden in Richtung Scheibe-Alsbach erstreckt, und dessen nördlicher Ausläufer Lindigkopf (739 m), östlicher Nachbar des Jagdschirms gegenüber dem Katzhütter Bärentiegel an der Katze, die sich hier aus dem Zusammenfluss ihrer Quellbäche bildet. Im Südwesten des Löschleitenberges, hoch über der Talsperre Scheibe-Alsbach, befindet sich eine Nahtstelle zum Habichtsberg und damit zum Eisenbergmassiv. Das ganze Massiv dacht nach Norden ab und wird dem Nördlichen Hohen Schiefergebirge zugerechnet. Viele Namen der Erhebungen dokumentieren einen frühen Bergbau.